# Mounqaliba
Mounqaliba è un album in studio della cantante belga Natacha Atlas, pubblicato nel 2010.

## Tracce
1. Intro
2. Makaan
3. Matrah Interlude
4. Bada Al Fajir
5. Muwashah Ozkourini
6. River Man
7. Batkallim
8. Mounqaliba
9. Le cor, le vent
10. Direct Solutions Interlude
11. Lahazat Nashwa
12. La nuit est sur la ville
13. Fresco's Interlude
14. Ghoroub
15. Evening Interlude
16. Taalet
17. Egypt Interlude
18. Nafourat El Anwar